# Коняев, Арсений Андреевич
Арсений Андреевич Коняев (1829 — 4 августа 1871) — тверской купец, городской глава в 1860—1863 годах.

## Биография
Родился в 1829 г. в Твери, в купеческой семье. Его отец, Коняев Андрей Михайлович, занимал пост тверского городского главы в 1830—1833 гг. после его кончины в 1844 г. его вдова Ульяна Григорьевна вместе с сыновьями продолжила торговлю хлебом. которой занимался Коняев А М., вместе с сыновьями — Арсением, Михаилом, Алексеем и Николаем. В 1859 г. Арсений стал торговать самостоятельно.
Начав самостоятельную торговлю хлебом, Коняев А. А. числится купцом 3-й степени. Однако через несколько лет успешной торговли. он увеличивает свой капитал и записывается в 1-ю гильдию.
Участвовал в работе городской думы в должности городского старосты.
В 1860 г. был избран на должность городского главы, которую занимал с 28 января 1860 по 21 января 1863 гг.
Скончался 4 августа 1871 г.